# Hurra, hurra vad det är roligt i Moskva
Hurra, hurra vad det är roligt i Moskva, är en kuplett från 1938 skriven av Karl Gerhard. Skivinspelningen gavs ut 1940.
Sångtexten handlar om Sveriges handelsdelegation, Moskva och Josef Stalin. Sången finns med på den samlingsskiva som gavs ut till 100-årsjubileet av Karl Gerhards födelse.
En inspelning av Michael Dee, med något förändrad sångtext, låg på Poporamalistan i februari 1983, samt återfanns även på hans studioalbum Snälltåg till himlen från samma år.

### Fotnoter
1. ↑  Hurra, hurra vad det är roligt i Moskva på Svensk mediedatabas
2. ↑  Snälltåg till himlen / på Svensk mediedatabas
3. ↑  ”Hurra, hurra vad det är roligt i Moskva”. Nostalgilistan. https://www.nostalgilistan.se/michael-dee-17009/hurra-hurra-vad-det-ar-roligt-i-moskva-46536. Läst 14 mars 2023.
4. ↑  ”Michael Dee”. Blaskoteket. 31 augusti 2018. https://www.blaskoteket.se/artiklar/showtime/1983-6-7/michael-dee-ger-han-svensk-rock-internationell-status/. Läst 14 mars 2023.